# Eskilstuna och Torshälla valkrets
Eskilstuna och Torshälla valkrets var vid riksdagsvalen till andra kammaren 1878-1884 en särskild valkrets med ett mandat. Vid extravalet 1887 överfördes Eskilstuna till Eskilstuna och Strängnäs valkrets medan Torshälla fördes till Nyköpings, Torshälla, Mariefreds, Trosa och Enköpings valkrets.

## Riksdagsmän
- Albert Lundblad (1879–1884)
- Knut Söderblom, AK:s f (1885–1887)